# TVM3
TVM3 is een Zwitsers Franstalig televisiestation. Het is het eerste particuliere station dat geautoriseerd is om uit te zenden binnen heel Zwitsers Romandië sinds het einde van het station Télécinéromandie in 1993. De zender zendt uit vanuit dezelfde studio's van de oude zender in Ecublens.
TVM3 heeft op 2 juli 2003 een concessie verkregen van de Zwitserse regelgevende instantie "Office fédéral de la communication" (OFCOM). De concessie is geldig voor 10 jaar en maakt het mogelijk om het station automatisch aan te bieden via de kabel of via IPTV (SwisscomTV / SunriseTV / VTX, enz.). Het kanaal werd gelanceerd op 1 mei 2004, eerst analoog. De dekking ervan werd enkele jaren later uitgebreid tot heel Romandië (via kabel en IPTV) en een paar jaar later naar heel Zwitserland.
Lolita en Fabien Aubry zijn de oprichters en sinds de oprichting in mei 2004 de eigenaars. TVM3 ontvangt geen enkel deel van de Zwitserse televisielicenties, noch staatssteun. Het hoofdkantoor van het station bevindt zich in Écublens in het Canton de Vaud. Het station wordt uitgezonden via de kabel en analoog in de meeste delen van het Zwitserse Romandië en via alle digitale kabelaanbieders. Het wordt allemaal uitgezonden via Swisscom TV en via internet.
Op 21 december 2005 gaf l'Office fédéral de la communication (OFCOM) Philippe Hersant (groupe Hersant Média - GHM), via ESH Éditions Suisses Holding SA, toestemming om 35% van het aandeel van het station over te nemen. De overige 65% van de aandelen is in handen van de oprichters van de stations, Fabien en Lolita Aubry.

## Programma's
De zender zendt veel muziekvideo's uit, maar heeft ook dagelijkse nieuws- en weerberichten en een programma over films, dvd-releases en interviews met beroemdheden.
- Face à face, simpelweg interviews met een muzikaal thema met politieke figuren en anderen uit de Zwitserse regio Romandië.
- Swiss Pop Music, een show speciaal voor Zwitserse muziekartiesten, van 18.30 tot 19.00 uur van maandag tot zondag.
- DVD Wood, een programma over de nieuwste dvd-releases.
- TVM3 News, elke ochtend leeft het nieuws met de dagelijkse koppen.
- Freakish, nieuws over shows en festivals in het Zwitserse Romandië.
- TVM3 Family, elke dag tekenfilms geschikt voor alle leeftijden.
- TVM3 Météo, weerberichten.
- Sacre Jeu! spelshow geproduceerd door Telemedia (Hongarije) wordt sinds 14 april 2014 elke dag uitgezonden om 22.00 uur tot 00.00 uur.
- People Magazine, werd uitgezonden van maandag tot en met vrijdag van 19u00 tot 20u00 en in het weekend van 17u tot 18u tot 26 juli 2014.
- Star People, een show over de laatste roddels over celebs.
- Pas si bête!, (lett.) niet zo dom, een dierenmat.
- Les clefs de l'avenir, een programma over waarzeggerij, live gedurende 2 uur waar kijkers elke dag vragen kunnen stellen van 20u tot 22u.
- Film TVM3: Horror verduistert
- Studio TVM3 elke zondag een uur lang interviews met trending muzieksterren.
- Bienvenue chez nous, De eerste Zwitserse televisieserie voor de Zwitsers over Zwitserse Romandië.

De zender zendt ook programma's uit met een muzikaal thema:
- Verzamelaars, het beste van 70's, 80's en 90's muziek.
- Best Of, 30 minuten om alle muziekvideo's van een ster te ontdekken.
- Clubbing, het beste van clubmuziek.
- Altitubes, Top 50 van het station, uitgezonden weekdagen.
- Référence R'N'B, speelt R'N'B, Rap en Hip-Hop.
- Génération TVM3 alleen voor de nieuwste muziek.